# Vigilància epidemiològica
La vigilància epidemiologica és la disciplina científica de recollida en continu, anàlisi i interpretació de dades sobre malalties i disseminar les conclusions de les anàlisis a organitzacions pertinents. Com a tal, és un element clau en l'epidemiologia i és present en molts sistemes de salut pública.
La vigilància pot ser activa o passiva. En la vigilància passiva no es fa cap esforç especial per tal de trobar esdeveniments de malaltia insospitats. Per contrast, els programes de cribratge són una classe de vigilància activa. La vigilància passiva normalment només detecta malalties en els que es posen malalts, de tal manera que els hostes sans i en malalties amb períodes d'incubació llargs es pot mantenir un reservori de la malaltia que resten sense detectar pel sistema de vigilància.

## Sistemes de vigilància
Per tal de recopilar la informació epidemiològica a cada sistema de salut pública s'estableixen diversos vies per a obtenir aquesta informació.

### Malalties de declaració obligatòria
Les malalties de declaració obligatòria (MDO) són definides independentment per l'autoritat sanitària corresponent. Clàssicament aquestes han estat malalties d'origen infecciós que per la seva severitat o prevalença afecten greument a la població. Així doncs és legalment exigit als metges que les diagnostiquen declarar-les segons protocols específics. La definició de cas i la recollida de dades és estandarditzada; i el seu ús és merament estadístic, però per tal d'evitar duplicitats en els registres sovint s'hi inclouen dades identificadores per a cada cas i que generalment resten explícitament protegides pel que fa a la seva privadesa als investigadors que tenen accés en l'ús de les seves atribucions.

### Vigilància sentinella
Determinats problemes de salut no requereixen una vigilància especial en tot el territori. Així doncs en diversos països s'han creat xarxes sentinelles. Les dades recollides no són extrapolables a la població general, però poden servir per a reflectir canvis de tendència en la incidència. Aquests sistemes són econòmicament més barats i poden ser utilitzats com a part de sistemes de vigilància complexos en països desenvolupats o actuar en països amb sistemes sanitaris deficients on el manteniment d'un sistema robust de salut pública no s'hi pot desenvolupar adequadament per problemes econòmics o per guerres o desastres naturals que han inutilitzat els sistemes de salut pública o s'ha impedit la seva creació, d'ençà de la descolonització de determinats països. Segons la població estudiada o el punt o moment en què es detecten els casos (gatekeeper) es poden classificar en:
- Metges sentinella
- Successos sentinella
- Llocs sentinella.